# كليف بريتون
كليف بريتون (بالإنجليزية: Cliff Britton)‏ (29 أغسطس 1909 ببرستل في المملكة المتحدة - 1 ديسمبر 1975 في المملكة المتحدة) هو مدرب كرة قدم ولاعب كرة قدم بريطاني (وحمل سابقاً جنسية المملكة المتحدة لبريطانيا العظمى وأيرلندا) في مركز نصف الجناح. شارك مع منتخب إنجلترا لكرة القدم. أما مع النوادي، فقد لعب مع نادي إيفرتون ونادي بريستول روفيرز ونادي بيرنلي ونادي ليفربول وRoman Glass St George F.C. ‏.

## وصلات خارجية
- كليف بريتون على موقع قاعدة بيانات كرة القدم.إي يو (الإنجليزية)
- كليف بريتون على موقع ناشيونال فوتبول تيمز (الإنجليزية)